# La Monselie
 La Monselie  es una población y comuna francesa, situada en la región de Auvernia, departamento de Cantal, en el distrito de Mauriac y cantón de Saignes.

## Demografía
| 208 | 181 | 154 | 141 | 134 | 114 |
| Para los censos de 1962 a 1999 la población legal corresponde a la población sin duplicidades (Fuente: INSEE [Consultar]) |     |     |     |     |     |